# Patrick Breen
Pour les articles homonymes, voir Breen.
Patrick Breen, né le 26 octobre 1960 à New York, est un acteur américain.

## Biographie
Patrick Breen a joué dans plus de 80 films, dont Men in Black (1997) et Galaxy Quest (1999), et séries télévisées et a notamment fait partie de la distribution principale de la série Kevin Hill. Il joue aussi au théâtre, est membre fondateur de la compagnie théâtrale Naked Angels et a écrit la pièce off-Broadway Just a Kiss.

## Filmographie

### Cinéma
- 1993 : Le Concierge du Bradbury : Gary Taubin
- 1995 : Get Shorty : le docteur
- 1997 : Men in Black : Redgick
- 1998 : Contre-jour : G.A. Tweedy
- 1999 : Advice from a Caterpillar de Don Scardino
- 1999 : Galaxy Quest : Quellek
- 2002 : Flagrant délire : Jeffrey Jay
- 2003 : Radio : Tucker
- 2004 : Un Noël de folie ! : Aubie
- 2008 : Les Chimpanzés de l'espace : Dr Bob (voix)
- 2009 : L'Assistant du vampire : Mr Kersey
- 2010 : Les Chimpanzés de l'espace 2 : Dr Bob (voix)
- 2010 : Rio Sex Comedy : Frank
- 2014 : Le Pari (Draft Day) : Bill Zotti
- 2014 : A Most Violent Year : l'instructeur
- 2019 : The Assistant : Roy
- 2020 : Milkwater : Roger

### Télévision
- 1987 : 21 Jump Street (série télévisée, saison 1 épisode 10) : Johnny Hartman
- 1989 : Day One (téléfilm) : Richard Feynman
- 1992 : Fool's Fire (téléfilm) : ministre Vsquez
- 1993 : Melrose Place (série télévisée, 3 épisodes) : Cameron
- 1998 : La Vie à cinq (série télévisée, saison 4 épisodes 14 et 15) : Kevin Quoss
- 1999 : Oz (série télévisée, saison 3 épisodes 2 et 3) : Robbie Gerth
- 1999 : Sex and the City (série télévisée, saison 2 épisode 17) : Dr. Bradley Meego
- 2001 : Ally McBeal (série télévisée, saison 4 épisode 19) : Kevin Stoller
- 2002 : Angel (série télévisée, saison 3 épisode 11) : Nevin
- 2003-2004 : Le Monde de Joan (série télévisée, 3 épisodes) : Sammy
- 2004-2005 : Kevin Hill (série télévisée, 22 épisodes) : George Weiss
- 2006 : Les Experts (série télévisée, saison 6 épisode 24) : Mr. Phillipe
- 2006-2007 : Boston Justice (série télévisée, 3 épisodes) : Otto Beedle
- 2008 : Eli Stone (série télévisée, 3 épisodes) : Paul Sweren
- 2008 : Urgences (série télévisée, saison 15 épisode 2) : Felix
- 2009 : Ghost Whisperer : Duff Faraday (saison 4, épisode 20)
- 2010-2016 : The Good Wife (série télévisée, 3 épisodes) : Terrence Hicks
- 2014 : Royal Pains (série télévisée, 6 épisodes) : Bob
- 2014-2015 : Madam Secretary (série télévisée, 10 épisodes) : Andrew Munsey
- 2015 : Show Me a Hero (mini-série) : Paul W. Pickelle
- 2015 : Elementary : Vague de froid  (saison 3 épisode 17) : Vance Ford
- 2016 : New York, unité spéciale : L'Effet spectateur (saison 17, épisode 13) : Doug Nelson
- 2017-2019 : Les Désastreuses Aventures des orphelins Baudelaire (série télévisée) : Larry
- 2017 : Conviction : L'orchidée noire  (saison 1 épisode 11) : Clark Sims
- 2017 : Blacklist: Redemption : Les otages  (saison 1 épisode 6) : James Burton
- 2021 : Blacklist : Mary la chimiste  (saison 8 épisode 7) : membre du Congrès Russel Friedenberg
- 2021 : Blacklist : Rakitin  (saison 8 épisode 12) : membre du Congrès Russel Friedenberg
- 2021 : Bull : Confidence Man   (saison 6 épisode 7) : AUSA Reilly
- 2023 : American Horror Stories : le commissaire (saison 3, épisode 4)

## Voix françaises
| - Sébastien Desjours dans (les séries télévisées) : - Kevin Hill - Ghost Whisperer - Three Rivers - Esprits criminels - Royal Pains - The Slap - BrainDead - Conviction - Blacklist - Stéphane Miquel dans (les séries télévisées) : - Boston Justice - Nurse Jackie - The Good Wife - Blue Bloods - Elementary - Pierre Tessier dans : - Galaxy Quest - L'Assistant du vampire - Madam Secretary (série télévisée) | - Emmanuel Curtil dans : - Ma voisine du dessous (téléfilm) - Eli Stone (série télévisée) Et aussi - Guy Chapellier dans Le Concierge du Bradbury - Éric Missoffe dans Get Shorty - Marc Fayet dans Radio - Charles Borg dans Those Who Kill (série télévisée) - Jérémy Bardeau dans Les Mystères de Laura (série télévisée) - Fabien Briche dans Les Désastreuses Aventures des orphelins Baudelaire (série télévisée) - Valéry Schatz dans The Bite (série télévisée) |